# Liste des sénateurs de la Corrèze
Cette page présente la liste des sénateurs de la Corrèze depuis la Troisième République.

## VeRépublique

### Mandature 2020-2026
Depuis le 27 septembre 2020
| Sénateur         |  | Parti | Premier mandat |
| ---------------- |  | ----- | -------------- |
| Daniel Chasseing |  | PR    | 2014           |
| Claude Nougein   |  | LR    | 2014           |

- 2 sénateurs élus selon un mode de scrutin majoritaire plurinominal pour 6 ans.

### Mandature 2014-2020
Depuis le 28 septembre 2014
| Sénateur         |  | Parti | Premier mandat |
| ---------------- |  | ----- | -------------- |
| Daniel Chasseing |  | UDI   | 2014           |
| Claude Nougein   |  | UMP   | 2014           |

- 2 sénateurs élus selon un mode de scrutin majoritaire plurinominal pour 6 ans.

### Mandature 2008-2014
Depuis le 21 septembre 2008
| Sénateur           |  | Parti | Premier mandat |
| ------------------ |  | ----- | -------------- |
| Bernadette Bourzai |  | PS    | 2008           |
| René Teulade       |  | PS    | 2008           |
| Patricia Bordas    |  | PS    | 2014           |

- 2 sénateurs élus selon un mode de scrutin majoritaire plurinominal pour 6 ans.
- Patricia Bordas remplace René Teulade en 2014 à la suite du décès de celui-ci.

### Mandature 1998-2008
Depuis le 27 septembre 1998
| Sénateur      |  | Parti | Premier mandat |
| ------------- |  | ----- | -------------- |
| Georges Mouly |  | PR    | 1980           |
| Bernard Murat |  | RPR   | 1998           |

- 2 sénateurs élus selon un mode de scrutin majoritaire plurinominal pour 9 ans.

### Mandature 1989-1998
Depuis le 24 septembre 1989
| Sénateur      |  | Parti | Premier mandat |
| ------------- |  | ----- | -------------- |
| Georges Mouly |  | PR    | 1980           |
| Henri Belcour |  | RPR   | 1980           |

- 2 sénateurs élus selon un mode de scrutin majoritaire plurinominal pour 9 ans.

### Mandature 1980-1989
Depuis le 28 septembre 1980
| Sénateur      |  | Parti | Premier mandat |
| ------------- |  | ----- | -------------- |
| Georges Mouly |  | PR    | 1980           |
| Henri Belcour |  | RPR   | 1980           |

- 2 sénateurs élus selon un mode de scrutin majoritaire plurinominal pour 9 ans.

### Mandature 1971-1980
Depuis le 24 septembre 1989
| Sénateur        |  | Parti | Premier mandat |
| --------------- |  | ----- | -------------- |
| Marcel Champeix |  | PS    | 1959           |
| Jacques Coudert |  | UDR   | 1971           |

- 2 sénateurs élus selon un mode de scrutin majoritaire plurinominal pour 9 ans.

### Mandature 1962-1971
Depuis le 23 septembre 1962
| Sénateur         |  | Parti | Premier mandat |
| ---------------- |  | ----- | -------------- |
| Marcel Champeix  |  | SFIO  | 1959           |
| Marcel Audy      |  | DVG   | 1959           |
| Roger Courbatère |  | DVG   | 1968           |

- 2 sénateurs élus selon un mode de scrutin majoritaire plurinominal pour 9 ans.
- Roger Courbatère remplace Marcel Audy en 1968 à la suite du décès de celui-ci.

### Mandature 1959-1962
Depuis le 26 avril 1959
| Sénateur        |  | Parti | Premier mandat |
| --------------- |  | ----- | -------------- |
| Marcel Champeix |  | SFIO  | 1959           |
| Marcel Audy     |  | DVG   | 1959           |

- 2 sénateurs élus selon un mode de scrutin majoritaire plurinominal pour 9 ans.

## IVeRépublique
- Maurice Rouel de 1946 à 1948
- Marcel Champeix de 1946 à 1959
- François Labrousse de 1948 à 1951
- Jean-Alexis Jaubert de 1952 à 1959

## IIIeRépublique
- Joseph Brunet de 1876 à 1885
- Guy Lafond de Saint-Mur de 1876 à 1894
- Auguste Le Cherbonnier de 1885 à 1894
- Léonce de Sal de 1886 à 1907
- Philippe-Michel Labrousse de 1894 à 1910
- François Dellestable de 1894 à 1921
- Hippolyte Rouby de 1907 à 1920
- Étienne Bussière de 1911 à 1921
- Henri Jouvenel des Ursins de 1921 à 1935
- Joseph Faure de 1921 à 1939
- François Labrousse de 1921 à 1945
- Henri Queuille de 1935 à 1945
- Jacques de Chammard de 1939 à 1945